# Frozen (саундтрек)
Frozen: Original Motion Picture Soundtrack — альбом саундтреків до однойменного фільму Disney 2013 року з вісьмома піснями, написаними Робертом Лопесом та Крістен Андерсон-Лопес, також 22 музичними композиціями, написаними Крістофом Беком. В саундтрек увійшли дві версії пісні «Let It Go», яка отримала визнання критиків, одну з яких виконала під час фільму Ідіна Мензел, а іншу — Демі Ловато під час фінальних титрів. Пісня отримала премію «Оскар» за найкращу оригінальну пісню, премію «Ґреммі» за найкращу пісню, написану для візуальних медіа, премію «Вибір критиків» за найкращу пісню та була номінована на премію «Золотий глобус» за найкращу пісню до фільму.

## Список композицій
Усі пісні написані Крістен Андерсон-Лопес та Робертом Лопесом. Уся музика написана Крістофом Беком, а треки #11 і #31 написані спільно з Фроде Ф'єллгаймом.
| Крижане серце: Оригінальний саундтрек до фільму | Крижане серце: Оригінальний саундтрек до фільму                      | Крижане серце: Оригінальний саундтрек до фільму | Крижане серце: Оригінальний саундтрек до фільму |
| #                                               | Назва                                                                | Виконавець(і) | Тривалість                                      |
| ----------------------------------------------- | -------------------------------------------------------------------- | --- | ----------------------------------------------- |
| 1.                                              | «Frozen Heart» (укр. Крижане серце)                                  | акторський склад «Крижаного серця» (в укр. версії — Євген Анішко, Володимир Трач, Сергій Юрченко, Михайло Мальцев) | 1:45                                            |
| 2.                                              | «Do You Want to Build a Snowman?» (укр. Сніговик на нас чекає)       | Крістен Белл Аґата Лі Монн Кеті Лопес (в укр. версії — Галина Дубок, Етель Ененберг, Марія Яремчук) | 3:27                                            |
| 3.                                              | «For the First Time in Forever» (укр. Це уперше)                     | Крістен Белл Ідіна Мензел (в укр. версії — Марія Яремчук, Shanis) | 3:45                                            |
| 4.                                              | «Love Is an Open Door» (укр. Все одімкне любов)                      | Крістен Белл Сантіно Фонтана (в укр. версії — Марія Яремчук, Артем Кондратюк) | 2:07                                            |
| 5.                                              | «Let It Go» (укр. Все одно)                                          | Ідіна Мензел (в укр. версії — Shanis) | 3:44                                            |
| 6.                                              | «Reindeer(s) Are Better Than People» (укр. Олені краще, ніж люди)    | Джонатан Ґрофф (в укр. версії — Дмитро Сова) | 0:50                                            |
| 7.                                              | «In Summer» (укр. Улітку)                                            | Джош Ґад (в укр. версії — Андрій Альохін) | 1:54                                            |
| 8.                                              | «For the First Time in Forever — reprise» (укр. Це уперше — реприза) | Крістен Белл Ідіна Мензел (в укр. версії — Марія Яремчук, Shanis) | 2:30                                            |
| 9.                                              | «Fixer Upper» (укр. Універсальний засіб)                             | Майя Вілсон акторський склад «Крижаного серця» (в укр. версії — Тетяна Зіновенко, Євген Лунченко, Андрій Альохін Тетяна Піроженко, Маргарита Двойненко, Катіко Пуртцеладзе, Євген Анішко, Володимир Трач, Сергій Юрченко, Олег Александров, Галина Дубок) | 3:02                                            |
| 10.                                             | «Let It Go» (версія з фінальних титрів)                              | Демі Ловато | 3:47                                            |
| 11.                                             | «Vuelie» (за участі Кантуса)                                         | Крістоф Бек Фроде Ф'єллгайм | 1:36                                            |
| 12.                                             | «Elsa and Anna»                                                      | Крістоф Бек | 2:43                                            |
| 13.                                             | «The Trolls»                                                         | Крістоф Бек | 1:48                                            |
| 14.                                             | «Coronation Day»                                                     | Крістоф Бек | 1:14                                            |
| 15.                                             | «Heimr Àrnadalr»                                                     | Крістоф Бек | 1:25                                            |
| 16.                                             | «Winter's Waltz»                                                     | Крістоф Бек | 1:00                                            |
| 17.                                             | «Sorcery»                                                            | Крістоф Бек | 3:17                                            |
| 18.                                             | «Royal Pursuit»                                                      | Крістоф Бек | 1:02                                            |
| 19.                                             | «Onward and Upward»                                                  | Крістоф Бек | 1:54                                            |
| 20.                                             | «Wolves»                                                             | Крістоф Бек | 1:44                                            |
| 21.                                             | «The North Mountain»                                                 | Крістоф Бек | 1:34                                            |
| 22.                                             | «We Were So Close»                                                   | Крістоф Бек | 1:53                                            |
| 23.                                             | «Marshmallow Attack!»                                                | Крістоф Бек | 1:43                                            |
| 24.                                             | «Conceal, Don't Feel»                                                | Крістоф Бек | 1:07                                            |
| 25.                                             | «Only an Act of True Love»                                           | Крістоф Бек | 1:07                                            |
| 26.                                             | «Summit Siege»                                                       | Крістоф Бек | 2:32                                            |
| 27.                                             | «Return to Arendelle»                                                | Крістоф Бек | 1:38                                            |
| 28.                                             | «Treason»                                                            | Крістоф Бек | 1:36                                            |
| 29.                                             | «Some People Are Worth Melting For»                                  | Крістоф Бек | 2:06                                            |
| 30.                                             | «Whiteout»                                                           | Крістоф Бек | 4:17                                            |
| 31.                                             | «The Great Thaw (Vuelie Reprise)»                                    | Крістоф Бек Фроде Ф'єллгайм | 2:29                                            |
| 32.                                             | «Epilogue»                                                           | Крістоф Бек | 3:04                                            |
| 69:40                                           |                                                                      | |                                                 |

## Сертифікації
| Регіон | Сертифікація  | Продажі    |
| --- | ------------- | ---------- |
| Австралія (ARIA) | 5× Платиновий | 350 000^   |
| Австрія (IFPI Austria) | 4× Платиновий | 60 000*    |
| Бельгія (BEA) | Платиновий    | 30 000*    |
| Канада (Music Canada) | 7× Платиновий | 560 000    |
| Данія (IFPI Denmark) | 2× Платиновий | 40 000     |
| Франція (SNEP) | Діамантовий   | 500 000    |
| Німеччина (BVMI) | 4× Платиновий | 800 000    |
| Італія (FIMI) | Платиновий    | 50 000     |
| Японія (RIAJ) | Мільйонний    | 980,000    |
| Мексика (AMPROFON) | Золотий       | 30 000^    |
| Нідерланди (NVPI) | Платиновий    | 40 000^    |
| Нова Зеландія (RIANZ) | 3× Платиновий | 45 000^    |
| Польща (ZPAV) | Діамантовий   | 100 000    |
| Сінгапур (RIAS) | Платиновий    | 10 000*    |
| Іспанія (PROMUSICAE) | Золотий       | 20 000^    |
| Велика Британія (BPI) | 4× Платиновий | 1,009,000  |
| США (RIAA) | 8× Платиновий | 4,314,000  |
| Підсумки |               |            |
| Європа (IFPI) | 2× Платиновий | 2 000 000* |
| Worldwide (IFPI) | —             | 10,000,000 |
| *продажі, що базуються лише на сертифікаціях · ^відвантаження, що базуються лише на сертифікаціях · продажі+прослуховування, що базуються лише на сертифікаціях |               |            |